# Canal del Ximo

El Canal del Ximo, respecte del terme d'Abella de la Conca.

El Canal del Ximo és una canal del terme municipal d'Abella de la Conca, a la comarca del Pallars Jussà.
S'origina al nord-oest del segon cim més elevat de la Sadella de Ca l'Arte, des d'on davalla cap a ponent, de forma paral·lela a aquest serrat. Quan arriba a l'extrem de ponent del serrat, troba el Botant de la Sedella, on gira cap al sud-oest. Al cap d'un tros, troba el Botant de la Roca de Fonguera i s'adreça cap al sud per l'extrem occidental de la Solana de Fonguera i aiguavessa en el Barranc de Fonguera, al nord de l'Obaga de Fonguera.

## Etimologia
Es tracta d'un topònim romànic modern, de caràcter descriptiu. Es tracta d'una canal que s'associava amb un Ximo, hipocorístic de la forma castellana de Domingo, Domènec.